# Grzegorz Rosiński
Grzegorz Rosiński (født 3. august 1941) er en polsk tegneserie-tegner. Han er bedst kendt for at have tegnet tegningerne til Jean Van Hamme's historie Thorgal.